# Rossiya 24
Rossiya 24 (em russo:  Россия 24) é um canal de notícias internacional em idioma russo controlado pelo grupo VGTRK, da Rússia. Ele cobre a maioria dos eventos nacionais e internacionais sob uma perspectiva russa e um foco nos problemas doméstica. 
O canal era chamado de Vesti até uma grande mudança nos nomes dos canais da VGTRK em 1º de janeiro de 2010.